# Śluza Czersko Polskie
Śluza Czersko Polskie – śluza na rzece Brdzie w Bydgoszczy.
Stanowi jedną z budowli hydrotechnicznych Hydrowęzła Czersko Polskie zarządzanego przez Regionalny Zarząd Gospodarki Wodnej w Gdańsku. Jest to śluza nr 1 drogi wodnej Wisła-Odra.

## Lokalizacja
Obiekt znajduje się w północno-wschodniej części toru regatowego w Bydgoszczy, w odległości 1,4 km od początku drogi wodnej Wisła-Odra. Dojazd możliwy jest po uzgodnieniu z Nadzorem Wodnym z ul. Łowickiej przez most na śluzie Brdyujście.

## Historia
Została oddana do użytku w 1999 r. Zastąpiła wyeksploatowaną śluzę Brdyujście.

## Charakterystyka
Jest to śluza klasy II, komorowa o konstrukcji dokowej. Komora jest napełniana i opróżniana przez kanały obiegowe oraz poprzez klapę w głowie górnej. Jej parametry spełniają wymogi III klasy według klasyfikacji śródlądowych dróg wodnych.
Konstrukcja śluzy podzielona jest na: głowę dolną, 7 sekcji komorowych oraz głowę górną. Posiada zamknięcia górne w postaci klapy stalowej typu Czabelki oraz dolne wrota wsporne, stalowe dwuskrzydłowe. Praktyczny czas śluzowania wynosi 15 minut. Nie posiada dodatkowych urządzeń do przepuszczania wód, gdyż role tę spełnia sąsiedni jaz Czersko Polskie.
Śluza umożliwia pokonanie przez jednostki pływające różnicy poziomów wody 4,9 m (max 5,28 m), między Wisłą a Torem Regatowym. Konstrukcja uwzględnia wahania poziomu wód Brdy: 0,5 m i Wisły ponad 5 m.
Rzędna wód Wisły wynosi: 27,15 do 32,43 m n.p.m.
W 2014 roku zarządcą śluzy Czersko Polskie był Regionalny Zarząd Gospodarki Wodnej w Gdańsku, Zarząd Zlewni Wisły Kujawskiej w Toruniu. Obiektami na miejscu zarządza Nadzór Wodny w Bydgoszczy.

### Most na śluzie Czersko Polskie
Nad głową dolną śluzy znajduje się most drogowy umożliwiający dojazd do jazu Czersko Polskie. Jego rozpiętość wynosi 23 m. Konstrukcję nośną stanowi 5 dźwigarów stalowych z żelbetową płytą pomostu. Przestrzeń żeglugowa pod obiektem wynosi 5,5 × 9,4 m. Dojazd do mostu odbywa się po nasypach ziemnych. Ponadto na głowie dolnej śluzy wykonano kładkę technologiczną.